# Can Llach (Hostalric)
Can Llach és un edifici entre mitgeres del nucli urbà d'Hostalric (Selva), als números 13 i 11 del carrer Major. És una obra que forma part de l'Inventari del Patrimoni Arquitectònic de Catalunya.

## Descripció
Originàriament eren dos habitatges, Can Llach el número 13 i el Socors de Can Senglar el número 11, avui dia coneguda com Can Carles, segons diu la placa de la façana. Actualment és un edifici de planta baixa i dos pisos, està cobert (a l'edifici original de Can Llach) per un teulat a doble vessant, amb un claraboia central, desaiguat a les façanes principal i posterior a través d'una canal; i (a l'edifici del Socors de Can Senglar) per un terrat que té el desaigua a la façana principal a través d'una canal.
A la façana trobem, a la planta baixa, i al costat esquerre, el portal d'accés a l'habitatge amb llinda monolítica i brancals fets de carreus de pedra. Una porta amb dos batents de fusta tanca el portal. Passat el portal trobem la porta d'entrada a l'habitatge. Al costat dret un local comercial utilitzat com a carnisseria, amb el portal en arc de llinda, amb la llinda i els brancals de pedra granítica. La porta d'accés a la botiga és de fusta i vidre, així com l'aparador.

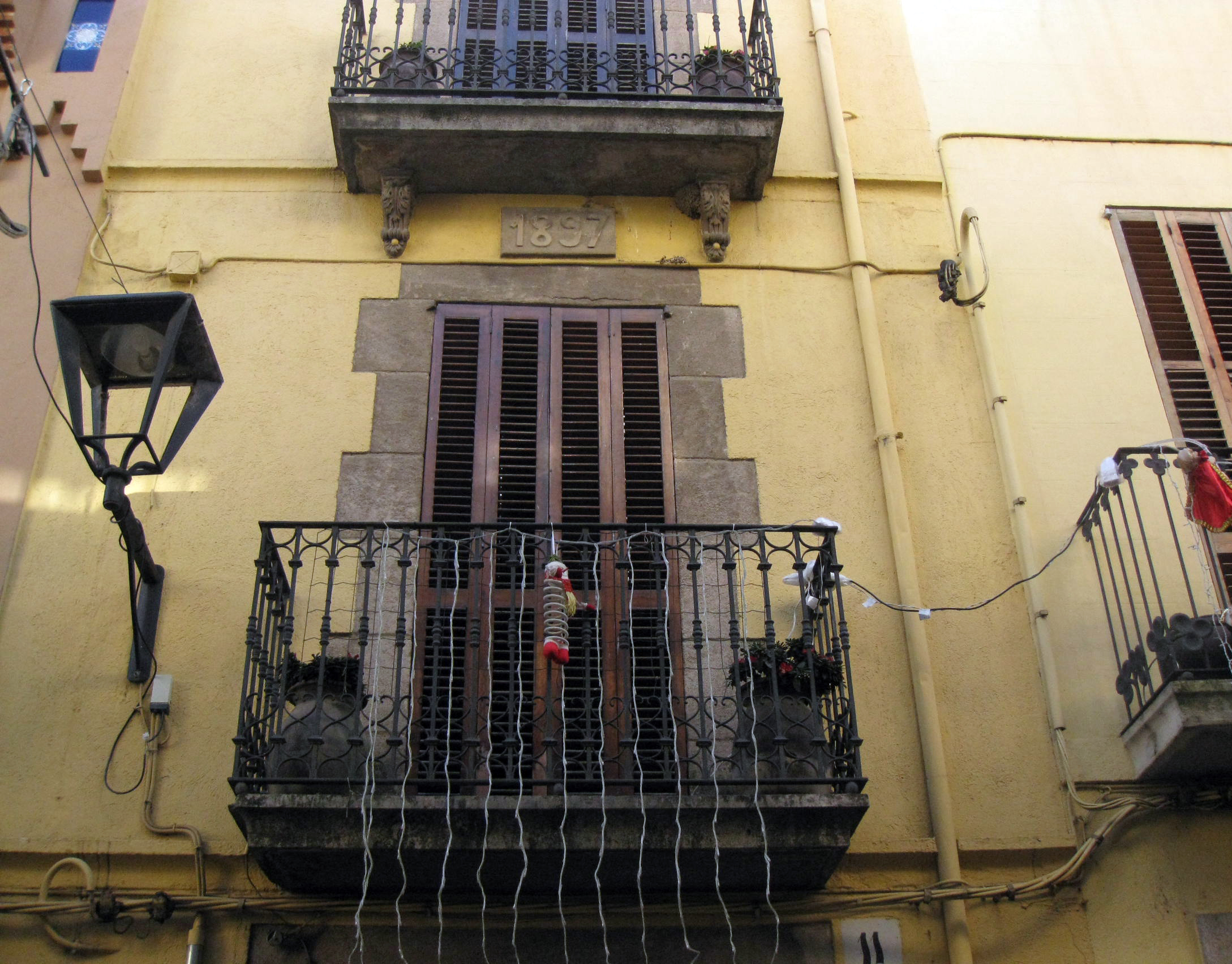
Balcó de la casa núm. 11, antic edifici del Socors de Can Senglar i avui coneguda com Can Carles

Al primer pis, dos balcons. El balcó esquerre té la llosana de pedra i la barana de ferro forjat. Una porta amb llinda monolítica i brancals de carreus de pedra permet accedir-hi. Sobre la llinda, la data 1897. La porta queda tancada per uns porticons. El pas entre la planta baixa i el primer pis, queda marcat en aquest edifici per una línia d'imposta que hi ha just a l'altura de la llosana del balcó. El balcó de la dreta, té la llosana de pedra i la barana de ferro forjat. La porta que dona accés al balcó és en arc de llinda. Uns porticons tanquen la porta.
Al segon pis trobem, a l'esquerra un balcó (a l'altura del qual hi ha la línia d'imposta que marca el pas del primer al segon pis), que té la llosana de pedra sostinguda per unes cartel·les decorades amb element vegetals i florals, i la barana de ferro forjat. L'obertura que hi permet l'accés, té la llinda monolítica i els brancals de carreus de pedra. A la dreta una finestra en arc de llinda i una barana de ferro forjat.

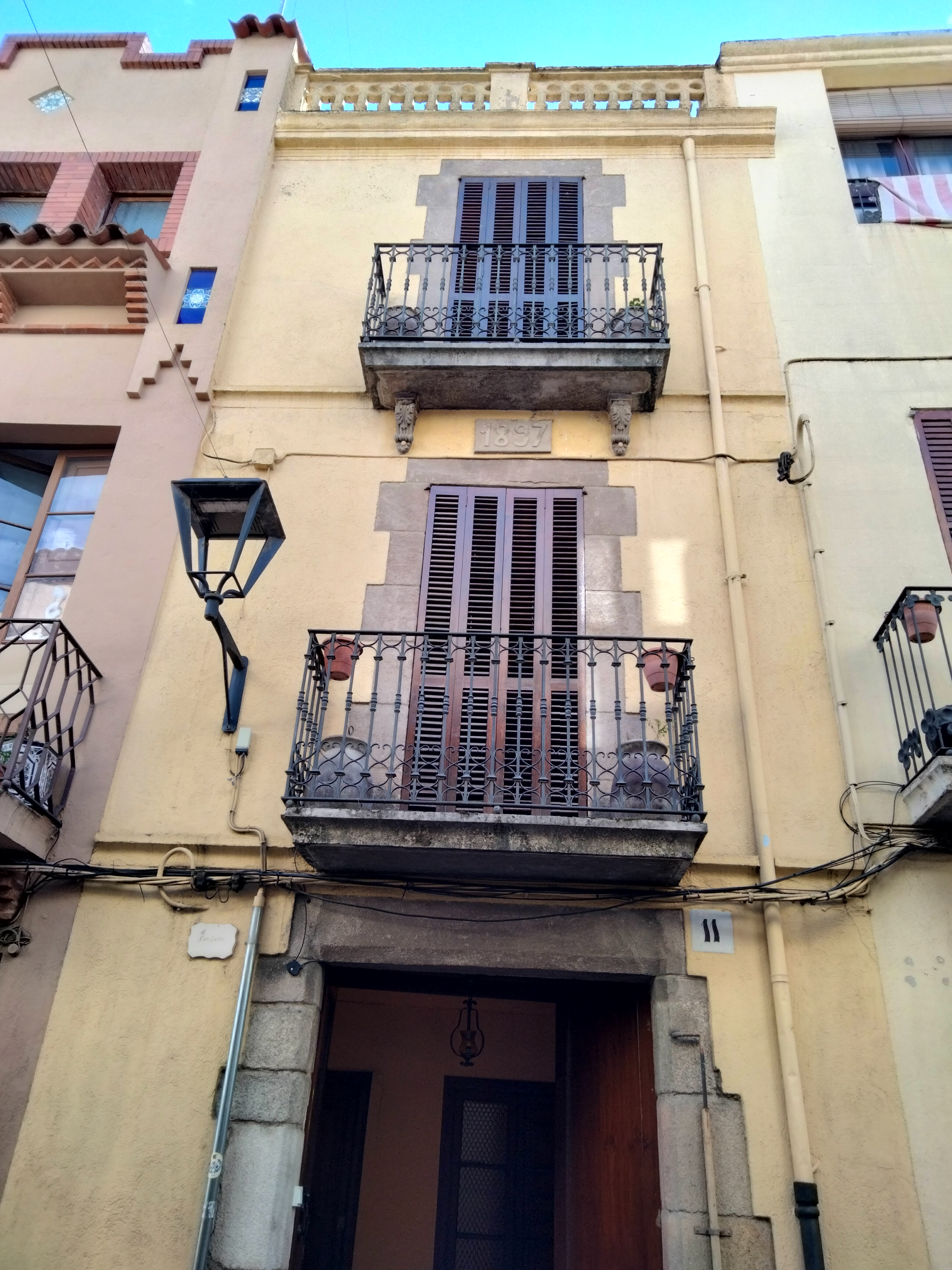
Façana del número 11, on a l'esquerra del portal es pot apreciar la placa en què se l'anomena Can Carles

La façana de l'esquerra està coronada per una cornissa motllurada i la barana del terrat, i la de la dreta per una cornissa motllurada. (La façana lateral dreta és lleugerament més alta degut a l'absència de terrat). Les façanes estan arrebossades i pintades de tonalitats groguenques distintes, que permeten distingir el dos edificis originàriament independents. S'intueix sota la pintura de la façana de l'edifici dret (Can Llach), que aquesta façana originàriament presentava un fals encoixinat.

## Història
Durant la Guerra del Francès (1808-1814) Hostalric va tenir un important paper donant suport a l'entrada de queviures a la Girona assetjada i destorbant el pas a les tropes enemigues gràcies a la seva situació estratègica en una zona de pas. Per això als francesos els convenia prendre la vila. El primer atac va arribar el 7 de novembre del 1809 i només trobaren resistència a la Torre dels Frares i a l'església on un grup de gent s'hi havia fet fort. Alguns habitants es van poder refugiar al castell, d'altres van haver de fugir, ja que els francesos van cremar el poble. Això explica que la majoria dels habitatges siguin posteriors, com és el cas de Can Llach que dataria de principis del segle xx, mentre que la casa del Socors de Can Senglar es podria datar a l'entorn del 1897 tal com diu la inscripció de la façana.
Els carrers Ravalet, Raval, Major i la Plaça dels Bous són part del recorregut del Camí Ral. També es conserva una variant que segueix paral·lel a les muralles pel costat exterior i que fou utilitzat sobretot al segle xix. El Carrer Major s'estén des de la Plaça dels Bous fins al Portal de Barcelona. Durant l'època de la República el carrer s'anomenà Prat de la Riba. El setembre del 1939 tornà al seu nom original. Al llarg del carrer s'hi troben diverses cases pairals, construïdes sobretot a finals del segle xix i principis del xx.